# 亚当·尼尔
亚当·尼尔（英語：Adam Neill，1990年5月29日—），英国男子赛艇运动员。他曾代表英国参加保加利亚普罗夫迪夫举行的2018年世界赛艇锦标赛，获得男子四人单桨无舵手铜牌。